# 戴維森鎮區 (密歇根州)
戴維森鎮區（英語：Davison Township）是位於美國密歇根州傑納西縣的一個行政鎮區。

## 地方資料
戴維森鎮區的面積為87.30平方千米，當中陸地面積為86.70平方千米，而水域面積為0.60平方千米。根據2020年美國人口普查的數據，當地共有人口20434人，而人口密度為每平方千米234.07人。